# Tasair
Tasair — региональная коммерческая авиакомпания, базирующаяся в Хобарте и Девонпорте, находящихся на острове Тасмания (Австралия).

## История
Авиакомпания Tasair была основана в 1965 году. В первые десятилетия своего существования она главным образом осуществляла чартерные рейсы, а также полёты, связанные с техобслуживанием и обучением пилотов.
Регулярные рейсы начались 27 марта 1998 года по треугольнику, связывающему Хобарт с Девонпортом и Берни, с использованием двух самолётов Aero Commander 500S Shrike Commander и одного Piper PA-31-350 Chieftain. Через четыре месяца начались регулярные рейсы из Девонпорта через Берни в аэропорт Кинг-Айленд, расположенный на острове Кинг.
В мае 2010 года аэропорт Берни был исключён из системы регулярных рейсов Tasair, а в 2011 году он был опять включён в расписание. С октября 2011 года аэропорт Берни был опять исключён из системы регулярных рейсов Tasair.

## Воздушный флот

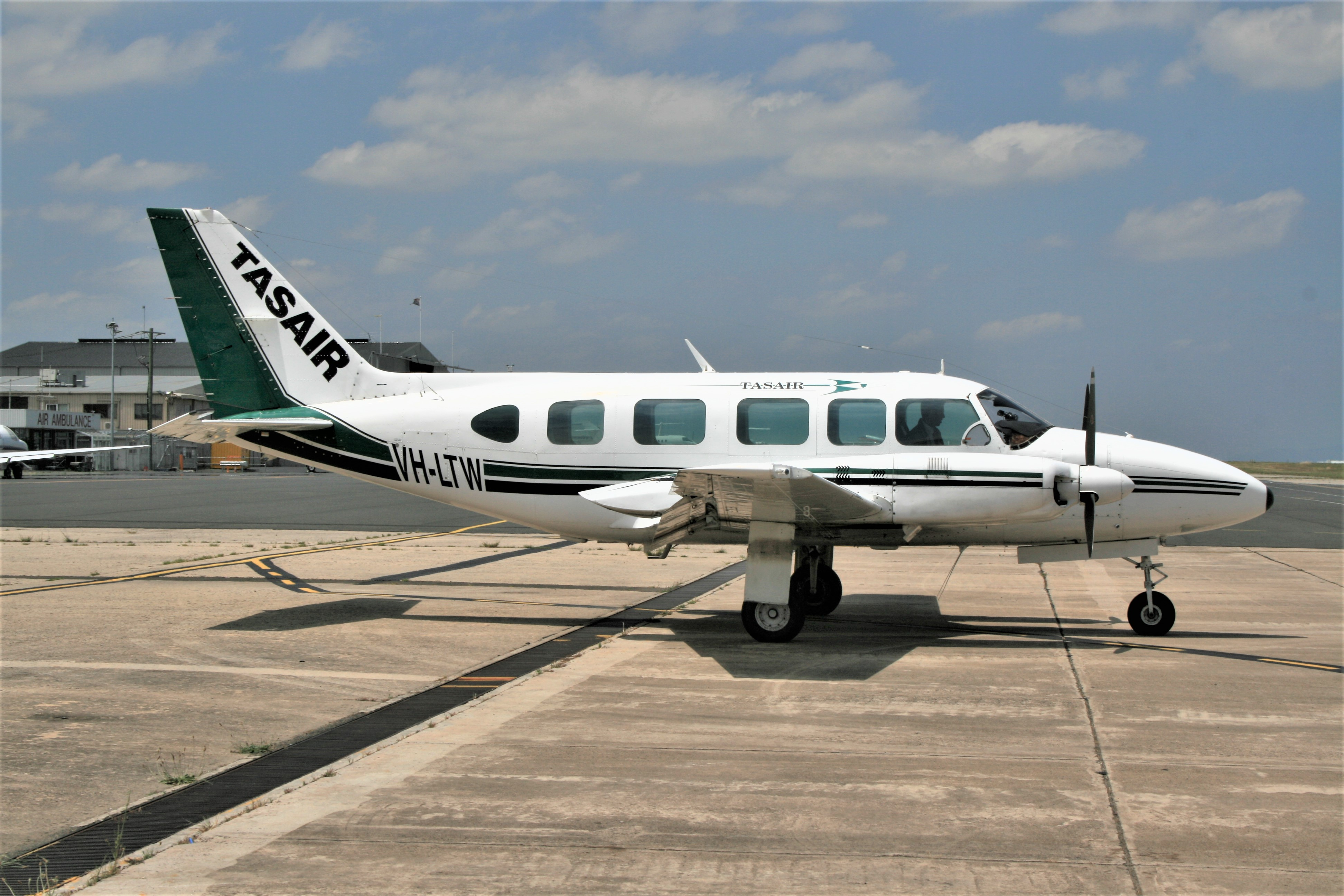
Самолёт Piper PA-31-350 Chieftain авиакомпании Tasair

По состоянию на сентябрь 2011 года воздушный флот авиакомпании Tasair составляли следующие самолёты:

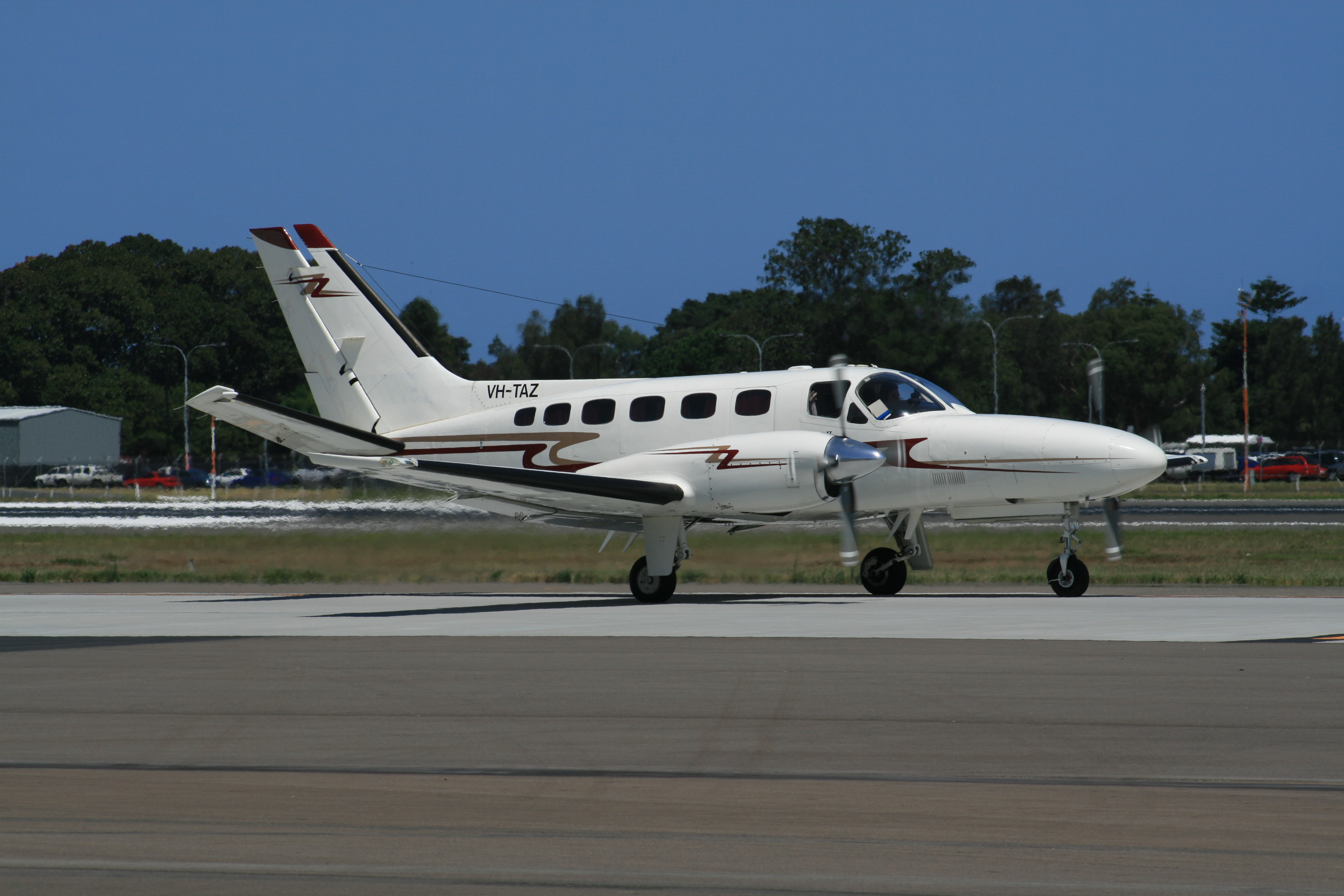
Самолёт Cessna Conquest II — такие самолёты использовались Tasair до 2008 года

Самолёты Piper PA31-350 Chieftain используются для регулярных и чартерных рейсов.
Самолёты Cessna используются для переброски туристов в дикие уголки Тасмании, для полётов по живописным местам, а также для тренировки пилотов.
Ранее (до 2008 года) авиакомпанией Tasair использовались также самолёты Cessna 441 Conquest II.

## Маршрутная сеть
В октябре 2011 года маршрутная сеть регулярных пассажирских перевозок авиакомпании Tasair включала в себя следующие пункты назначения:
| Город       | Страна    | ИАТА | ИКАО | Аэропорт                       |
| Хобарт      | Австралия | HBA  | YMHB | Международный аэропорт Хобарта |
| Девонпорт   | Австралия | DPO  | YDPO | Аэропорт Девонпорта            |
| Остров Кинг | Австралия | KNS  | YKII | Аэропорт Кинг-Айленд           |

Tasair также осуществляет полёты по переброске туристов на аэродром Мелалеука (англ. Melaleuca), находящийся рядом с Национальным парком Саут-Уэст (англ. Southwest National Park — Юго-Западный парк).
Регулярные грузоперевозки осуществляются между Хобартом, Девонпортом, Берни и островом Кинг. Ночные грузоперевозки также осуществляются из Хобарта через Девонпорт в аэропорт Эссендон (находящийся рядом с Мельбурном), а на обратном пути промежуточная посадка в аэропорту Лонсестона.
Также осуществляются чартерные полёты во многие пункты назначения, находящиеся как в Тасмании, так и в континентальной Австралии.
Кроме этого, Tasair осуществляет полёты по живописным местам Тасмании, включая полуостров Тасман, остров Бруни, остров Марайа, Хобарт и дикие места юго-запада Тасмании.